# Уррос, Мануэла
Мануэ́ла Уррос (исп. Manuela Urroz; род. 24 сентября 1991, Чили) — чилийская хоккеистка на траве, игрок женской сборной Чили. 

## Биография
Внучка известного в прошлом чилийского футболиста Франсиско Урроса — участника чемпионата мира 1950 года. 
В составе женской сборной Чили завоевала бронзовые медали на Панамериканских играх 2011 года и Панамериканских играх 2023 года. Помимо этого, Мануэла завоевала серебряную медаль на Южноамериканских играх 2014 года, бронзу на Южноамериканских играх 2018 года и золотую медаль на Южноамериканских играх 2022 года.